# Весняні Ритми. Тбілісі-80
Весняні Ритми. Тбілісі-80 — перший офіційний великий рок-фестиваль в Радянському Союзі, що пройшов у Тбілісі, Грузинської РСР, з 8 по 18 березня 1980 року. Часто вважається поворотним моментом в історії російської і радянської рок-музики. Радянський Тбілісі став ареною проведення музичного фестивалю, який вперше об'єднав на одній сцені понад десяток рок-гуртів.
У фестивалі взяли участь сотні колективів з усієї країни, що представляли як філармонії та палаци культури, так і просто самих себе. Зал грузинської філармонії, де відбувалися концерти, щоразу був забитий до відмови.
Молодий московський журналіст Артем Троїцький та працівник грузинської філармонії Гайоз Канделакі досягли попередньої домовленості про організацію фестивалю у Тбілісі. Артемій Троїцький, який уже мав досвід проведення підпільних концертів за участю "самодіяльних колективів" (до такої категорії відносили рок-групи радянські чиновники від мінкульту), зайнявся підбором музикантів та організацією зв'язків із громадськістю. Від Ленінграда у фестивалі брали участь три групи: «Земляни» і «Кронверк» — отримали запрошення через обком комсомолу, а третю, маловідомий тоді ще «Аквариум», покликав на фестиваль Артемій Троїцький, один з організаторів «Весняних ритмів». Саме виступ «Акваріума» і поведінка лідера групи Бориса Гребенщикова спровокувало найграндіозніший скандал на фестивалі.
|                             | «Борис почав грати на гітарі стійкою від мікрофона, а потім ліг на сцені ... Віолончеліст Сева водрузив на лежачого лідера віолончель і почав перепилювати всю конструкцію смичком, фаготист, бігаючи навколо зі своїм зловісним інструментом, імітував розстріл всього цього неподобства ... Журі розчинилося під зеленим написом "Вихід" ще в середині їх програми, а виступ ближче до кінця нагадувало формений бардак. Половина залу несамовито аплодувала, половина — обурено свистіла». |
| — згадував Артемий Тройцкий | |

Журі на чолі з композитором Юрієм Саульським, «обурене таким неподобством», покинуло зал.
Фестиваль в Тбілісі привів до закриття ленінградського «Клубу любителів сучасної музики». Після того пам'ятного виступу і доносу, що послідував за ним, Гребенщиков був виключений з комсомолу і вигнаний з університету, де він працював лаборантом. Долі музикантів після "Весняних ритмів" склалися по-різному. "Акваріум" опинився під забороною, "Інтеграл" продовжив регламентоване графіком Росконцерту гастрольне життя, "Автограф" почав виїжджати з концертами за кордон і навіть брав участь у міжнародному проекті Live Aid на допомогу голодуючим Ефіопії.

## Організація
Рок-фестиваль «Весняні ритми» був організований Грузинською національною філармонією, Спілкою композиторів Грузинської РСР, Республіканським центром культури молоді та Центральним комітетом комсомолу Грузинської РСР. Серед організаторів були відомий критик Артемій Троїцький та перший секретар ЦК КП Грузинської РСР Едуард Шеварднадзе.
Метою фестивалю було заявлено «пошук нових талантів в радянській музиці». До пошуку були залучені місцеві Спілки композиторів, філармонія та ЦК комсомолу. Фестиваль мав конкурсну програму і журі. У нього входили такі відомі діячі музики, як Юрій Саульський, Гія Канчелі, Костянтин Певзнер, Володимир Рубашевський, Аркадій Петров. Вони визначили трійку переможців. Очолив журі "Весняних ритмів" популярний композитор та джазмен Юрій Саульський, автор знаменитого танцювального хіта, або, як раніше казали, шлягера "Чорний кіт".
Змагальний характер виступів серед колективів, які приїхали на фестиваль, був дуже умовним. Про це, а також про відсутність будь-якої ідеологічної домінанти говорять зараз самі учасники фестивалю, наголошуючи на важливості зустрічі та знайомства один з одним. За словами Кріса Кельмі, "Весняні ритми" дозволили перезнайомитися всім музикантам і відкрити очі оточуючим та західній пресі на те, що відбувалося насправді у молодіжній музиці Радянського Союзу.
Фестиваль, що тривав з 8 по 16 березня, був знятий на плівку журналістами фінського телебачення, які використали багато кадрів у документальному 40-хвилинному фільмі "Радянський рок".
"Весняні ритми" були організовані з традиційним грузинським розмахом та гостинністю. Музикантам забезпечили привітний прийом як поза концертним залом тбіліської філармонії, надавши автобус та адміністратора, так і безпосередньо під час виступів.

## Переможці
- Перше місце — групи «Машина времени» (Москва) (пісні «Кришталеве місто» і «Сніг», автор Андрій Макаревич) і «Магнетик бенд» (Таллінн) (пісні «Леді Блюз» і «Трубадур на магістралі», автор Гуннар Грапс).
- Друге місце — гурт «Автограф» (Москва) (пісня «Ірландія, Ольстер», автори — Олександр Ситковецький і Маргарита Пушкіна) і ВІА «Гунеш» (Ашхабад) (пісня «Річка Туні», туркменська народна пісня).
- Третє місце — групи «Інтеграл» (Саратов) (керівник Барі Алібасов), «Лабіринт» (Батумі) (пісня «Сакартвело», автор М. Кіладзе) і «Тіп-Топ» Иманта Паур (Рига).

Особливу нагороду — приз глядацьких симпатій — отримав популярний грузинський гурт «Бліц» під керівництвом Валерія Кучерова.
Слідами тбіліського фестивалю фірмою «Мелодія» в 1981 році був випущений подвійний вініловий альбом "Весняні ритми, Тбілісі-80" з підбіркою пісень лауреатів фестивалю. Незважаючи на те, що до нього не увійшли пісні інших не менш колоритних учасників фестивалю (від "Акваріума" до "Діалогу" та "Вдалого придбання"), платівка вважається фактично першим радянським рок-альбомом. Завдяки фестивалю групи «Машина часу», «Магнетик бенд», «Аквариум» і «Автограф» голосно заявили про себе та здобули широку популярність, а Борис Гребенщиков відразу перетворився з музиканта-початківця на лідера рок-андерграунду всесоюзного масштабу.
Продовжити традицію проведення "Весняних ритмів" у Грузії не вдалося. Після того, як у Москві пройшли Літні Олімпійські ігри, "відлига", що сталася в культурному житті СРСР напередодні їх проведення, закінчилася. Більше не було потреби демонструвати Заходу приклади відкритості та цивілізованості. Країна поринала в п'ятирічку ідеологічного тиску та обмежень.

## Учасники фестивалю
- «Автограф» (Москва)
- «Акваріум» (Ленінград)
- «Аріель» (Челябінськ)
- «Бліц» (Тбілісі)
- «ВІА „75“» (Тбілісі)
- «Час» (Горький)
- «Друга половина» (Курська філармонія)
- «Глобус» (Москва)
- «Група Стаса Наміна» (Єреванська філармонія)
- «ВІА „Гунеш“» (Ашхабад)
- «Діалог» (Донецький джаз-клуб)
- «Дієло» (Тбілісі)
- «Земляни (Атлас)» (Ленінград)
- «Інтеграл» (Саратовська філармонія)
- «Контраст» (Тбілісі)
- «Кром» (Псков)
- «Кронверк» (Ленінград)
- «Лабіринт» (Батумі)
- «Магнетік бенд» (Таллін)
- «Машина часу» (Москва)
- «Сіполі» (Юрмала)
- «Слайди» (Тамбовська філармонія)
- «Тіп-Топ» (Рига)